# Длижко
Дли́жко (болг. Длъжко) — село в Шуменській області Болгарії. Входить до складу общини Хитрино.

## Населення
За даними перепису населення 2011 року у селі проживали 149 осіб, з них 132 особи (97,8%) — турки.
Розподіл населення за віком у 2011 році:
Динаміка населення: